# Brian Mallon
Brian Mallon (ur. 12 maja 1952 w Detroit) – amerykański aktor teatralny i filmowy.
Pochodzi z rodziny o irlandzkich korzeniach. Kształcił się na University of Michigan. Jako aktor związał się z działalnością teatralną, grał w teatrach amerykańskich (w tym broadwayowskich), irlandzkich i brytyjskich. Zagrał m.in. w przedstawieniu typu one-man show Secrets of the Celtic Heart w reżyserii Ellen Burstyn, występował także w sztukach Briana Friela. Był również dyrektorem artystycznym centrum sztuk irlandzkich w Nowym Jorku.
Na początku lat 90. zaczął okazjonalnie pojawiać się w rolach filmowych. Wśród jego kreacji znalazła się rola generała Winfielda Scotta Hancocka w Gettysburgu i Generałach.

## Wybrana filmografia
- 1990: The Local Stigmatic
- 1993: Gettysburg
- 1996: Spirala przemocy
- 1997: The Informant
- 2002: Gangi Nowego Jorku
- 2003: Generałowie